# Pont de l'Iroise
Pour les articles homonymes, voir Iroise.
Le pont de l’Iroise enjambe l’Élorn entre Le Relecq-Kerhuon et Plougastel-Daoulas sur la RN165 qui relie Brest à Quimper dans le Finistère. Parmi les ponts à haubans, il possède la troisième plus grande portée principale de France, derrière le pont de Normandie et le pont de Saint-Nazaire et avant le Viaduc de Millau. À la suite d’accidents survenus, dus à une vitesse excessive sur le nouveau pont et en raison du nombre de personnes l'empruntant pour aller travailler à Brest, un radar a été placé sur l'ouvrage, en direction de Brest, la vitesse étant limitée sur ce tronçon à 90 km/h.

## Descriptif général
Construit entre 1991 et 1994 par le groupement des sociétés Demathieu & bard, Pico et Razel, il supplée l’ancien pont Albert-Louppe, situé à proximité et en parallèle, qui est aujourd’hui réservé à la circulation des cycles et des piétons.
Le pont de l'Iroise est un pont à haubans, dont le tablier est directement supporté par une série de câbles. Il mesure 800 mètres de long, et 400 mètres séparent les deux pylônes. Lors de sa mise en service en juillet 1994, le pont détenait le record mondial de portée.
Le tablier, d'un poids total de 26 500 tonnes est précontraint et formé de béton léger pour la partie centrale et en béton ultra-hautes performances pour le reste, les pylônes sont également constitués avec ce type de béton. La travée centrale mesure 400 m de longueur et a été mise en place par encorbellement, les travées de rive ont quant à elles été mises en place par lançage. Il peut s'enorgueillir de faire partie des plus grands ponts à haubans à nappe axiale.
Le pont a été inauguré le 12 juillet 1994 par Édouard Balladur, Premier ministre de l'époque, en présence de Julien Querré maire du Relecq-Kerhuon en 1994.
Quelques données concernant la réalisation :
- 18 500 m3 de béton
- 54 400 m2 de coffrage
- 2 900 tonnes d’armatures pour le béton armé
- 470 tonnes d’acier de précontrainte
- 740 tonnes d’acier pour les haubans
- 45 000 utilisateurs quotidiens

La réalisation de l'ouvrage a coûté 264 millions de francs (valeur 1994).

#### Articles
Françoise Sioc'Han et Stéphane Sire, « En Rade de Brest, deux ouvrages audacieux et impressionnants : le Pont de Plougastel et le Pont de l'Iroise », Les Cahiers de l'Iroise, no 232,‎ avril-juin 2019, p. 119-131 (présentation en ligne).

#### Livres
Françoise Sioc'Han et Stéphane Sire, Le pont de l'Iroise : hommage à la rade de Brest, Paris, Presses des Ponts, 2016, 215 p. (ISBN 978-2-85978-507-9, OCLC 980871318, BNF 46977803).